# Supercoppa italiana 2006 (pallavolo femminile)
La Supercoppa italiana di pallavolo femminile 2006 si è svolta dal 22 al 23 dicembre 2006: al torneo hanno partecipato quattro squadre di club italiane e la vittoria finale è andata per la prima volta al Robursport Volley Pesaro.

## Regolamento
Le squadre hanno disputato semifinali e finale.

## Squadre partecipanti
| Squadra           | Qualificazione                                   | Ultima partecipazione    |
| ----------------- | ------------------------------------------------ | ------------------------ |
| Bergamo           | Vincitrice Serie A1 2005-06/Coppa Italia 2005-06 | Supercoppa italiana 2005 |
| Asystel           | Semifinalista play-off scudetto Serie A1 2005-06 | Supercoppa italiana 2005 |
| Sirio Perugia     | Semifinalista Coppa Italia 2005-06               | Supercoppa italiana 2005 |
| Robursport Pesaro | Semifinalista Coppa Italia 2005-06               | Debutto                  |

## Torneo
|  | Semifinali        | Semifinali        | Semifinali        |                   |         | Finale  | Finale | Finale |  |
|  |                   |                   |                   |                   |         |         |        |        |  |
|  | Sirio Perugia     | Sirio Perugia     | 0                 |                   |         |         |        |        |  |
|  | Sirio Perugia     | Sirio Perugia     | 0                 |                   |         |         |        |        |  |
|  | Asystel           | Asystel           | 3                 |                   |         |         |        |        |  |
|  | Asystel           | Asystel           | 3                 |                   | Asystel | Asystel | 0      |        |  |
|  |                   |                   |                   |                   | Asystel | Asystel | 0      |        |  |
|  |                   |                   | Robursport Pesaro | Robursport Pesaro | 3       |         |        |        |  |
|  | Bergamo           | Bergamo           | Robursport Pesaro | Robursport Pesaro | 3       | 1       |        |        |  |
|  | Bergamo           | Bergamo           |                   |                   |         |         |        |        |  |
|  | Robursport Pesaro | Robursport Pesaro | 3                 |                   |         |         |        |        |  |

### Semifinali
| 22 dicembre 2006 Palazzetto dello Sport, Monterotondo Durata: 1h:29 - Spettatori: 1 100 | Sirio Perugia | 0 - 3 | Asystel           | 12-25, 21-25, 43-45        |
| 22 dicembre 2006 Palazzetto dello Sport, Monterotondo Durata: 1h:41 - Spettatori: 1 100 | Bergamo       | 1 - 3 | Robursport Pesaro | 14-25, 25-23, 22-25, 23-25 |

### Finale
| 23 dicembre 2006 Palazzetto dello Sport, Monterotondo Durata: 1h:19 - Spettatori: 1 100 | Asystel | 0 - 3 | Robursport Pesaro | 19-25, 23-25, 22-25 |